# 布羅尼齊亞 (沃倫斯基新城區)
50°56′48″N 27°20′43″E / 50.94667°N 27.34528°E
布羅尼齊亞（烏克蘭語：Брониця），是烏克蘭北部的村莊，隸屬日托米爾州的茲維亞赫爾區。該村面積0.54平方公里，海拔高度203米，2001年人口158，人口密度每平方公里294.78人。